# Фарах Алхаддад
Фарах Алхаддад (араб. فرح الحداد‎; 5 мая 1997, г. Дияла, Ирак) — иракская модель арабского происхождения, Мисс Ближний Восток 2018 и 2019, первый призёр Мисс Ирак 2016. Посол по социальным вопросам для иракских беженцев, удостоена звания министра по социальным вопросам Рашида Дербаса Окончила юридический факультет Бейрутского арабского университета. Гуманитарное послание Фарах Алхаддад — это проблема иракских беженцев внутри и за пределами Ирака и передача их страданий должностным лицам принимающей страны и правительству Ирака.